# Bell Challenge 2000
Il Bell Challenge 2000 è stato un torneo di tennis giocato sul cemento indoor. È stata l'8ª edizione del Bell Challenge, che fa parte della categoria Tier III nell'ambito del WTA Tour 2000. Si è giocato al PEPS sport complex di Québec in Canada, dal 30 ottobre al 5 novembre 2000.

## Campionesse

### Singolare
Chanda Rubin ha battuto in finale  Jennifer Capriati con il punteggio di 6–4, 6–2

### Doppio
Nicole Pratt /  Meghann Shaughnessy hanno battuto in finale  Els Callens /  Kimberly Po con il punteggio di 6–3, 6–4